# 張諧 (弘治進士)
張諧（1468年—？），字汝諧，福建福州府閩縣人，軍籍，明朝政治人物。

## 生平
弘治五年（1492年）壬子科福建鄉試第三名舉人。弘治十五年（1502年）中式壬戌科會試第二百十五名，三甲第八十七名進士。

## 家族
曾祖張聰，知縣 贈主事；祖父張瑜，貢士；父張純，知縣。母王氏。永感下。從弟張槩（贡士）。